# Nina Schneider
Nina Schneider (* 1973 in Salzburg) ist eine österreichische Autorin, Schauspielerin und Übersetzerin.

## Leben
Schneider wuchs in Deutschland und den USA auf. Nach einer Ausbildung zur Musicaldarstellerin am Konservatorium der Stadt Wien Privatuniversität absolvierte sie ein Sozial- und Politikwissenschaftsstudium an der britischen Open University auf Englisch, das sie mit einem Bachelor (Hons) in „Social Sciences and Politics“ abschloss; sie ist außerdem Absolventin der Celler Schule. Nach einer Tätigkeit als Schauspielerin und Sängerin in Stücken wie The Rocky Horror Show und Singin’ in the Rain wandte sie sich der Arbeit als Autorin und Übersetzerin zu.
Sie schrieb diverse Shows und Musicals, darunter die musikalische Komödie Das Greingold oder Marder unter uns (Musik: Johannes Glück), welche am Alten Stadttheater Grein uraufgeführt wurde. Weiterhin arbeitete sie an der Theatersoap Jägerstraße – die Grätzl-Soap im Auftrag des Wiener Kabarett Simpl; außerdem schrieb sie als Autorin für die ORF-Soap Mitten im 8en. Für ihr Stück Show Dogs mit der Musik des Komponisten Paul Graham Brown gewann sie 2007 in Graz den „Frank Wildhorn Award for Musical Theatre“. 2017 hatte ihr Musical Luther-Rebell Gottes (Musik: Christian Auer) am Stadttheater Fürth Premiere.
Schneider schrieb die deutschen Fassungen der Musicals Whistle Down the Wind, Dear Evan Hansen, Pretty Woman (mit Frank Ramond) Artus-Excalibur, The Pirate Queen, Bend It Like Beckham, Closer than Ever, Superhero und Dynamit sowie die deutschen Neufassungen der Musicals Spring Awakening und The Producers.
Des Weiteren textete sie die deutschen Versionen von Filmsongs diverser Fernsehserien und Kinofilme, darunter Olaf taut auf, Die Eiskönigin II, Aladdin (2019),  Mary Poppins Rückkehr, Chaos im Netz, The Lego Movie II, Trolls World Tour, Smallfoot, Hotel Transsilvanien 3, Die Unglaublichen 2, Rapunzel – Die Serie, WandaVision, Phineas & Ferb: Candace gegen das Universum; Schmigadoon, Trolls — Gemeinsam stark, Agatha All Along und Wonka.

## Werke

### Eigene Stücke
- 2017: Luther – Rebell Gottes (Musik: Christian Auer) UA Stadttheater Fürth
- 2010: Jägerstraße – die Grätzlsoap, Folge 4: Das Tor zum Glück (Idee u. Konzept: Johannes Glück)
- 2009: That´s Life (Dinner Show für Alfons Schuhbeck)
- 2009: Kopfstimme (Show mit Songs von Jason Robert Brown)
- 2008: Last Christmas (Dinner Show für Alfons Schuhbeck)
- 2007: Show Dogs! (Musik: Paul Graham Brown)
- 2006: Create your Life (Musik: Paul Graham Brown)
- 2006: Ein Stück vom Mond (Musik: Paul Graham Brown)
- 2005: Das Newsical (Musik: Paul Graham Brown)
- 2001: Das Greingold oder Marder unter uns (Musik: Johannes Glück)[1]

### Übersetzungen
Bühne:
- Whistle down the Wind (Andrew Lloyd Webber / Jim Steinman) (Verlag Musik und Bühne)
- Dear Evan Hansen (Benj Pasek / Justin Paul) (Verlag Musik und Bühne)
- Pretty Woman (Bryan Adams / Jim Vallance)
- Bend it like Beckham (Howard Goodall Charles Hart) (Salzburger Landestheater)
- Artus-Excalibur (Frank Wildhorn / Robin Lerner / Ivan Menchell)
- The Pirate Queen (Alain Boubil / Claude-Michel Schönberg / Richard Maltby Jr) (Verlag Musik und Bühne)
- The Producers (Mel Brooks / Thomas Meehan) (Verlag Musik und Bühne für Josef Weinberger Ltd.)
- Superhero (Paul Graham Brown, Anthony McCarten) (Verlag Felix Bloch Erben)
- Dynamit (Paul Graham Brown) (Verlag Felix Bloch Erben)
- Spring Awakening (Steven Sater / Duncan Sheik)
- Fairystories (Paul Graham Brown) (Verlag Felix Bloch Erben)
- Closer than Ever (David Shire / Richard Maltby)

Film/Fernsehen:
- Chaos im Netz (2018)
- Die Eiskönigin – Olaf taut auf (2017)
- Peter Hase (2018)
- Hotel Transsilvanien 3 – Ein Monster Urlaub (2018)
- Die Unglaublichen 2 (2018)
- Mary Poppins’ Rückkehr (2018)
- Smallfoot – Ein eisigartiges Abenteuer (2018)
- Once Upon a Time – Das Lied in deinem Herzen
- Rapunzel – Die Serie (seit 2017)
- Wer war …? – Die Serie (seit 2018)
- The Lego Movie 2 (2019)
- Aladdin (2019)
- Der König der Löwen (2019)
- Die Eiskönigin II (2019)
- WandaVision (2021)
- Ein Minecraft Film (2025)
- Over the Moon (Netflix)
- Phineas und Ferb: Candace gegen das Universum (Disney +)
- Vivo (Netflix)
- Schmigadoon (Apple +)
- Dear Evan Hansen (Universal)
- Lyle, mein Freund das Krokodil (Sony Pictures)
- Matilda (Netflix)
- Trolls – Gemeinsam stark (Universal)
- The Marvels (Disney)
- Wonka (Warner Brothers)
- Agatha All Along (Disney +)
- Wicked I (Synchronbearbeitung der deutschen Texte von Michael Kunze)